# 龍巌駅
龍巌駅（ヨンアムえき）は大韓民国蔚山広域市蔚州郡に位置する韓国鉄道公社蔚山新港線の駅である。

## 歴史
- 2020年9月15日 - 開業[1]。

## 隣の駅
韓国鉄道公社
蔚山新港線
望陽駅 - 龍巌駅 - 蔚山新港駅